# Marilyn French
Marilyn French   (Brooklyn, 21 de novembre de 1929 - Nova York, 2 de maig de 2009) va ser una escriptora feminista estatunidenca.
Va escriure novel·la -The Women's Room, 1978; The Bleeding Heart, 1980- i assaig - The Book as World (1976), Shakespeare's Division of Experience (1981)- a més de The War against Women (1992), una crítica de la dominació masculina sobre les dones.